# سیارک ۴۸۵۶
سیارک ۴۸۵۶ (به انگلیسی: 4856 Seaborg، نامگذاری:1983LJ) چهار هزار و هشتصد و پنجاه و ششمین سیارک کشف شده‌است که در ۱۱ ژوئن ۱۹۸۳ کشف شد.
قدر مطلق سیارک برابر ۱۲٫۱۰ است.